# Arthur Benda
Arthur Benda (Berlín, 23 de marzo de 1885-Viena, 7 de septiembre de 1969) fue un fotógrafo alemán afincado definitivamente en Austria que fue socio y amigo de la fotógrafa Dora Kallmus.

## Biografía
Entre 1899 y 1902 Arthur Benda asistió a las clases de Nicola Perscheid y aprendió técnicas de color. Tras improvisar un laboratorio en su casa paterna, fue profundizando en sus conocimientos técnicos fijando los primeros colores (Gummidruck) y experimentando con el desarrollo de diferentes tonalidades. Finalizados sus estudios pasó a trabajar como asistente y director del laboratorio de Perscheid
En 1906 conoció a la fotógrafa Dora Kallmus, que eventualmente había ido a estudiar con Perscheid, con la que hizo amistad. Cuando esta abrió su propio estudio un año después en Viena (Atelier d'Ora), en la Wipplingerstraße, le invitó a 
ser su asistente. 
El atelier d'Ora se especializó en retrato y moda, haciéndose rápidamente con un nombre que se identificaba con ellos dos, que pasaron a ser muy considerados por los periódicos y revistas de la época en la capital austriaca. La cúspide de su presitgio llegó en 1916, cuando Madame d'Ora cubrió el reportaje de la coronación del kaiser Carlos I de Austria-Hungría.
Desde 1921 Benda y Dora Kallmus ya eran socios de la empresa y desde 1927 trabajaban con el nombre “d'Ora-Benda”. Ampliaron su negocio con una filial en Karlsbad durante los veranos, estación que la nobleza vivía en la zona . En 1927 Arthur Benda se hizo cargo del estudio de Viena, la cual en 1925 abrió otro en París.
Arthur Benda y su mujer, Hanny Mittler, se siguieron encargando del negocio de Viena, donde además de continuar con los retratos Arthur se dedicó sobre todo a la fotografía de desnudo, cada vez más demandado por las revistas masculinas y que le hizo mundialmente conocido. 
Su seguridad económica tuvo un buen empujón tras un gran contrato que consiguió con el rey de Albania, Ahmet Zogu I, quien en 1937 le invitó a Tirana a fotografiar a su familia durante tres semanas y le hizo otros encargos posteriores.
En el año 1938 inauguró un nuevo estudio en la calle Kärntnerring de Viena, el cual tras la Segunda Guerra Mundial siguió regentando pero ya con su propio nombre. 
Murió en el hospital de Viena tras el golpe recibido en un caída cuando ya tenía más de 80 años.